# Justin Duff
Justin Duff (10 de maio de 1988) é um voleibolista profissional canadense.

## Carreira
Justin Duff é membro da seleção canadense de voleibol masculino. Em 2016, representou seu país nos Jogos Olímpicos de Verão no Rio de Janeiro, que ficou em sexto lugar.